# Historia technologii chemicznej i inżynierii procesowej
Historia technologii chemicznej i inżynierii procesowej – dzieje rozwoju nauk, dotyczących przetwarzania różnorodnych surowców w użyteczne produkty; takie procesy nazywa się procesami technologicznymi, jeżeli stosowane sposoby produkcji są oparte na podstawach naukowych, w przeciwieństwie do historycznych empirycznych metod rzemieślniczych.

## Pierwotne rzemiosło

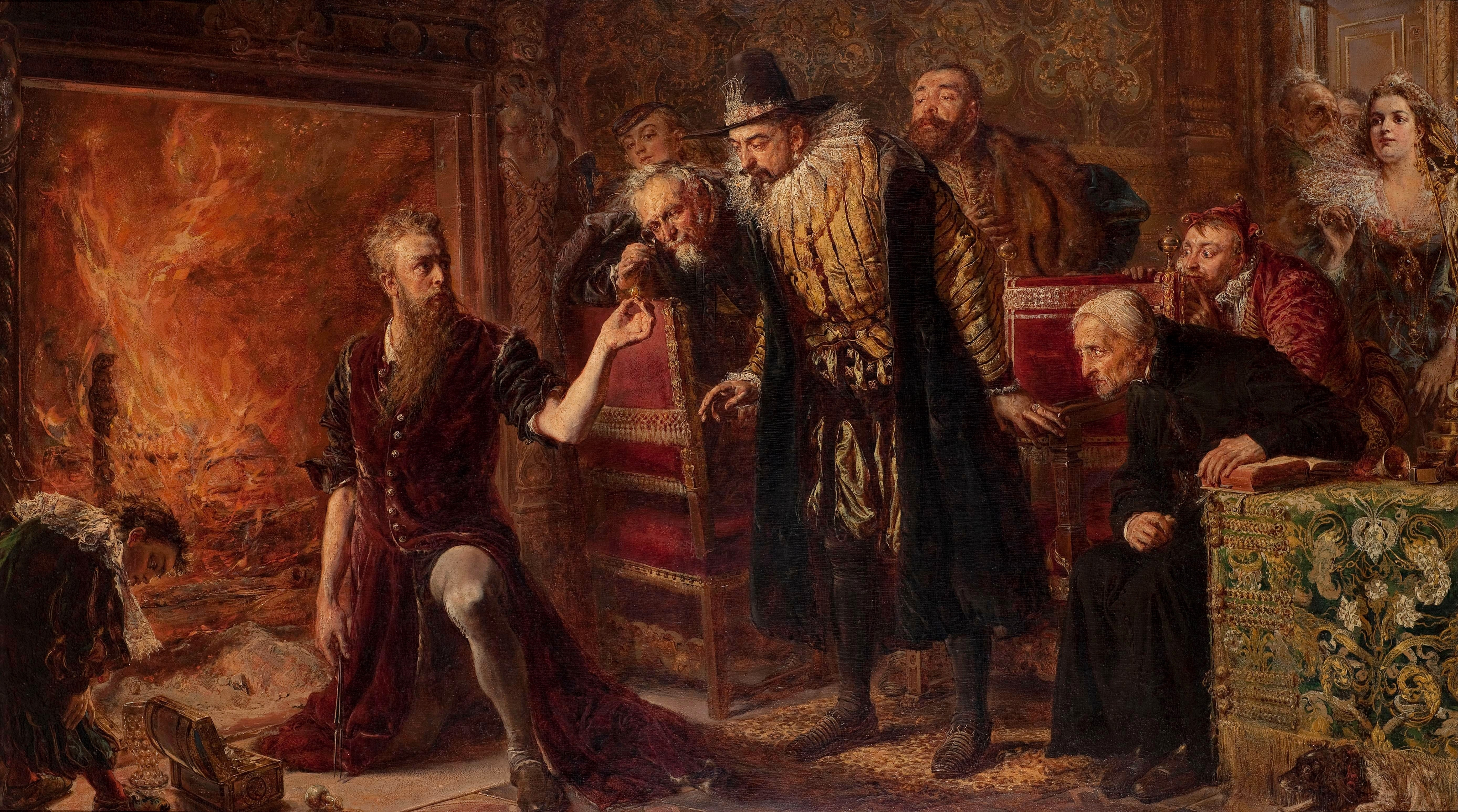
Zygmunt III Waza u alchemika, Michała Sędziwoja

Człowiek przetwarzał naturalne surowce w użyteczne produkty od tysiącleci. Pierwotnie była to działalność oparta na  przekazywanych z pokolenia na pokolenie recepturach (przepisach), informujących np. jak można uzyskać barwniki o pożądanych odcieniach lub uspokajające wywary z ziół. W ten sposób otrzymywano np. ciemnobłękitny barwnik z liści indygowca barwierskiego lub olejki eteryczne o cenionych zapachach. Wiedza o sposobach dobierania surowców i warunkach, w których należy je przetwarzać, miała charakter całkowicie empiryczny. Narodziny współczesnej technologii chemicznej musiał poprzedzić rozwój wiedzy o budowie materii i możliwościach jej przekształcania. Pierwsze metody chemicznej syntezy 1H-indolo-2,3-dionu (indygo) w skali przemysłowej opracowano dopiero w drugiej połowie XIX wieku.

## Budowa fizykochemicznych podstaw technologii chemicznej

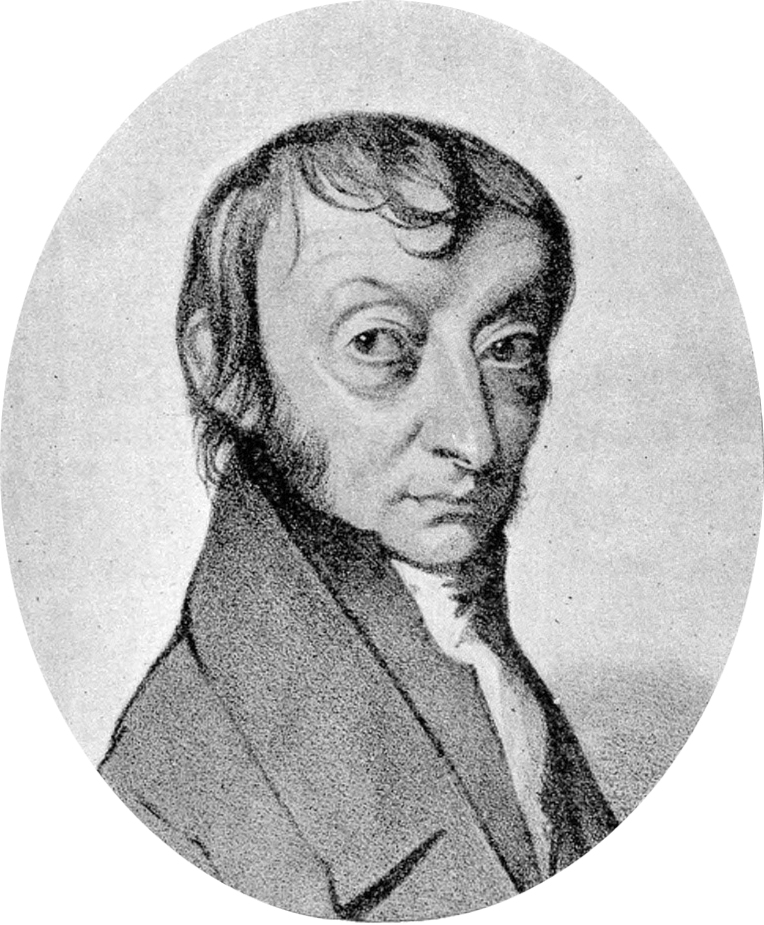
Amadeo Avogadro (1776–1856)

Podstawy wiedzy chemicznej, umożliwiającej rozwój technologii, stworzyli w XIX i XX wieku chemicy i fizycy. Jako naukowcy, których odkrycia okazały się szczególnie doniosłe, są wymieniani (wśród wielu innych):
- John Dalton ((1766–1844) i Amadeo Avogadro (1776–1856) – atomistyczna teoria budowy materii,
- Niels Bohr (1885–1962) – model atomu (Nagroda Nobla w dziedzinie fizyki, 1922)[2],
- Erwin Schrödinger (1887–1961) i Paul A.M. Dirac – mechanika kwantowa, równanie Schrödingera – podstawa teorii wiązań chemicznych (Nagroda Nobla w dziedzinie fizyki, 1933)[3],
- James Clerk Maxwell (1831–1879) i Ludwig Boltzmann (1844–1906) – podstawy kinetycznej teorii gazów (np. rozkład Maxwella, równanie Boltzmanna); punkt wyjścia do teoretycznych równań mechaniki płynów,
- Jacobus Henricus van 't Hoff (1852–1911) – badania nad chemią kinetyczną (książka „Études de Dynamique chimique”, 1884); reguła van 't Hoffa, pozwalająca przewidywać wpływ zmian temperatury na szybkość reakcji, Nagroda Nobla w dziedzinie chemii w 1901 roku za odkrycia dot. dynamiki chemicznej i osmozy[4],
- Svante Arrhenius (1859–1927) – energia aktywacji i równanie opisujące zależność szybkości reakcji chemicznych od temperatury (Nagroda Nobla w dziedzinie chemii w 1903 roku za odkrycia dotyczące dysocjacji elektrolitycznej[5]),
- Wilhelm Ostwald (1853–1932) – m.in. definicja i rozwój katalizy, Nagroda Nobla w dziedzinie chemii w 1909[6]), utlenianie amoniaku do HNO3,
- Gustav Kirchhoff (1824–1887) – zależność entalpii reakcji zachodzącej pod stałym ciśnieniem od temperatury (zobacz: potencjały termodynamiczne, prawo Kirchhoffa),
- Cato Guldberg (1836–1902) i Peter Waage (1833–1900) – prawo działania mas,
- Henri Louis Le Chatelier (1850–1936) i  Karl Ferdinand Braun (1850–1918) – reguła przekory.

## Przełomowe syntezy przemysłowe

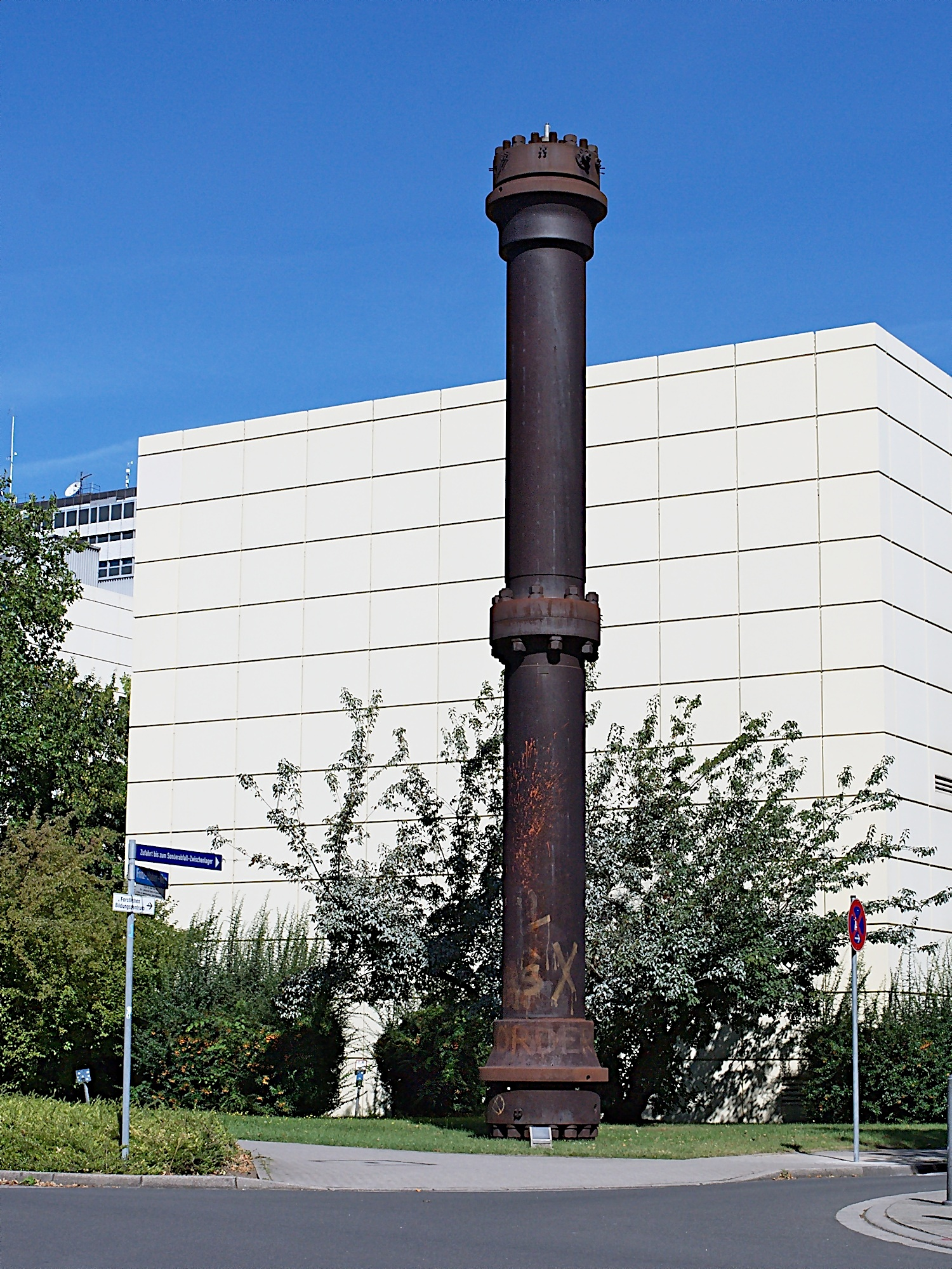
Zabytkowy reaktor z BASF (1921) jako upamiętnienie Habera i Boscha

Rozwój technologii chemicznej (chemii technicznej) jest ilustrowany przykładem dotyczącym produkcji amoniaku, stosowanego do produkcji azotowych nawozów sztucznych.
Amoniak otrzymywano początkowo metodą zgazowania węgla kamiennego. Stosowano również cyjanamid wapnia (azotniak, produkt azotowania acetylenku wapnia, czyli karbidu), który poddawano hydrolizie. Próby syntezy amoniaku z azotu i wodoru rozpoczęto dopiero w końcu XIX wieku. Rozwój termodynamiki umożliwił wówczas określenie właściwych fizycznych parametrów reakcji (np. ciśnienie ok. 100 atm; Le Chatelier, 1901); znajomość kinetyki chemicznej pozwoliła dobrać odpowiednie katalizatory i zrealizować syntezę w skali laboratoryjnej (F. Haber i W. Nernst, 1904–1908). Uruchomienie produkcji przemysłowej wymagało pokonania trudności natury technicznej, co było możliwe dzięki współpracy Habera z C. Boschem z firmy Badische Anilin- und Sodafabrik. Pierwsza fabryka amoniaku (wytwarzająca „chleb z powietrza”, jak pisano w prasie), rozpoczęła produkcję 30 t NH3 na dobę w 1913 roku.  Za syntezę amoniaku z pierwiastków składowych Fritz Haber otrzymał Nagrodę Nobla w dziedzinie chemii w 1918 roku(BASF).
Uruchomienie produkcji amoniaku metodą Habera i Boscha umożliwiło rozwój innych ważnych technologii ciśnieniowych, np. syntezy metanolu, otrzymywania paliw płynnych z węgla kamiennego lub ciśnieniowej polimeryzacji etylenu. Za wynalezienie i rozwój chemicznych metod wysokociśnieniowych Carl Bosch, wspólnie z Friedrichem Bergiusem, otrzymał Nagrodę Nobla w 1931 roku.

## NarodzinyChemical Engineering

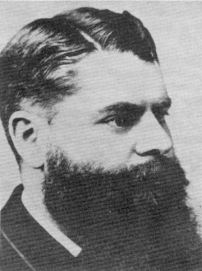
George Davis (1850-1907)

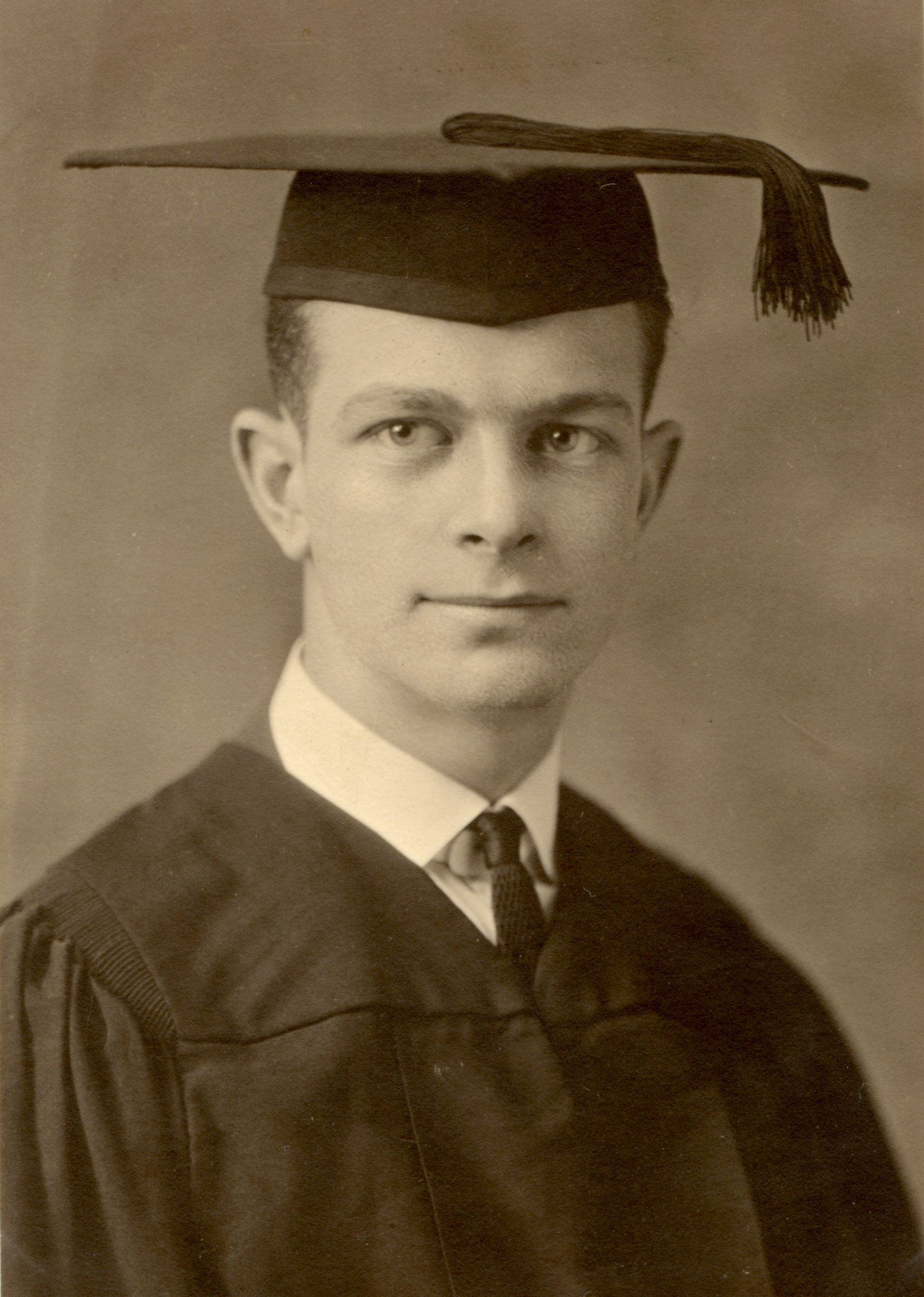
Kierunek „inżynieria chemiczna” ukończył
Linus Pauling
(Oregon Agricultural College, 1922)

Pokonywanie drogi od etapu laboratoryjnych badań reakcji chemicznych i różnych sposobów wyodrębniania użytecznych produktów  do uruchomienia produkcji przemysłowej wymagało rozwiązywania wielu problemów interdyscyplinarnych. Projektowanie dużych aparatów przemysłowych i całych instalacji, np. wytwórni nawozów fosforowych, polimerów, włókien sztucznych, było możliwe dzięki współpracy chemików i mechaników. Opracowywano np. konstrukcje reaktorów i innych elementów instalacji, sposoby wytwarzania materiałów konstrukcyjnych o odpowiedniej wytrzymałości mechanicznej i odporności na korozję, metody analitycznej kontroli przebiegu procesów. Wprowadzenie, w okresie rewolucji przemysłowej, produkcji masowej wymagało zastosowania procesów ciągłych (zamiast wcześniej powszechnie stosowanych procesów technologicznych okresowych), których prowadzenie stawiło przed projektantami nowe zadania.
Wdrażaniem wielkotonażowej produkcji chemicznej zajmowali się początkowo głównie mechanicy, korzystający z pomocy chemików-analityków. Potrzebę wyodrębnienia nowej specjalności, zawodu ”inżyniera chemii technicznej”, stwierdzono w pierwszej kolejności w Stanach Zjednoczonych.
Podstawą nowej nauki stała się definicja pojęcia „operacja jednostkowa”, którą wprowadzili George E. Davis, Lewis Norton i Arthur D. Little. Zwrócono uwagę, że przebieg destylacji lub adsorpcji opisują te same prawa, niezależnie od chemicznego składu ośrodka, w przebiegają. U podstaw inżynierii chemicznej leży też definicja pojęcia proces jednostkowy i klasyfikacja reakcji chemicznych, zachodzących w reaktorach (np. utlenianie, redukcja, alkilowanie, polimeryzacja itp.). Pierwsze uniwersyteckie wykłady z inżynierii chemicznej (chemii przemysłowej) George Davis  i Lewis Norton rozpoczęli w Massachusetts Institute of Technology w latach 1887 i 1888. Po kilku latach analogiczne kursy zostały włączone do programów studiów w University of Pennsylvania i Tulane University of Louisiana. W 1898 roku Frank H. Thorpe, następca Nortona, opublikował pierwszy podręcznik inżynierii chemicznej, Outlines of Industrial Chemistry (Zarys chemii przemysłowej). Dwa kolejne tomy książki Davisa, Handbook of Chemical Engineering, ukazały się w latach 1901 i 1904.
W 1908 roku powstał American Institute of Chemical Engineers (AIChE). W chwili utworzenia liczył 40. członków (ich liczba po 100 latach osiągnęła 55 tys.). W 1915 roku Davis (z bratem) utworzył Chemical Trade Journal, w którym opublikował swoje wykłady, starając się spopularyzować pojęcia procesu jednostkowego i operacji jednostkowej, oraz rozpoczął akcję na rzecz powołania Institution of Chemical Engineers. Propozycja spotkała się początkowo z silnym sprzeciwem Society of Chemical Industry. W 1919 roku utworzono w tym stowarzyszeniu Chemical Engineering Group, co wstępnie potwierdziło potrzebę wyodrębnienia chemical engineering („inżynierii chemicznej”) jako odrębnej dyscypliny. W 1921 roku, na zjeździe Chemical Engineering Group, John W. Hinchley zgłosił wniosek o powołanie niezależnej organizacji, Institution of Chemical Engineers. Akces zgłosiło 100 osób. Organizację utworzono w 1922 roku.
W kolejnych latach podobne instytucje i organizacje powstawały również w innych krajach (zobacz: lista stowarzyszeń).

## Przedstawiciele technologii i inżynierii chemicznej w Polsce
Za twórców dyscypliny łączącej chemię techniczną z mechaniką i produkcją przemysłową w Polsce są uznawani m.in. Tadeusz Hobler, absolwent Wydziału Mechanicznego Politechniki Lwowskiej (1924), oraz Janusz Ciborowski, który skończył studia chemiczne (Politechnika Warszawska, 1945) i uzyskał stopień doktora na podstawie pracy, wykonanej pod opieką związanego z przemysłem technologa, prof. Józefa Zawadzkiego (1886–1951).
Tadeusz Hobler (1899–1975) był mechanikiem, który rozpoczynał pracę w biurach konstrukcyjnych, m.in. w Państwowych Fabrykach Związków Azotowych w Chorzowie i w Mościcach, uczestnicząc w tworzeniu projektów instalacji kwasu azotowego, konwersji gazu wodnego i saletry amonowej (realizacja koncepcji Ignacego Mościckiego i własnych]; w następnych latach – konstruktor w amerykańskiej firmie Hydro–Nitro (autor 42. patentów, zarejestrowanych w 18. krajach). Po II wojnie światowej, jako specjalista inżynierii chemicznej o światowej renomie, tworzył w Polsce  Główne Biuro Inwestycji i Odbudowy (później: Przedsiębiorstwo Konstrukcji Aparatury Chemicznej „PEKACHEM”), a następnie – Katedrę Inżynierii Chemicznej, na której kształcił studentów wydziału chemicznego i mechaniczno–energetycznego  Politechniki Śląskiej w zakresie inżynierii chemicznej oraz projektowania i budowy aparatury i urządzeń. Wydał m.in. fundamenalne podręczniki: np. „Ruch ciepła i wymienniki” i „Dyfuzyjny ruch masy i absorbery”.
Józef Zawadzki (1886-1951) skończył studia chemiczne na Uniwersytecie Jagiellońskim, a następnie uzyskał tytuł inżyniera chemika na Politechnice w Karlsruhe w Niemczech, będąc w czasie tym okresie asystentem F. Habera i H. Buntego. Praktykę przemysłową zdobywał jako kierownik fabryki kwasu siarkowego w Boguminie. Po 1915 roku wrócił do Warszawy, gdzie rozpoczął działalność dydaktyczną jako wykładowca chemii ogólnej, chemii fizycznej i technologii nieorganicznej (z  mocnymi akcentami chemii fizycznej). Wydał dwutomowy podręcznik „Technologia chemiczna nieorganiczna”, z którego uczyły się pokolenia polskich w Polsce. Prowadził badania dotyczące technologii związków siarki i glinu; opracował np. technologię wykorzystania gipsu i anhydrytu jako surowców siarkonośnych do produkcji kwasu siarkowego (cement jako produkt uboczny). Proces zrealizowano w skali przemysłowej w 1951 roku w Wizowie.
Janusz Ciborowski (1918-1986) uzyskał dyplom inżyniera-chemika w PW (1945) i odbył uzupełniające studia z inżynierii chemicznej w Massachusetts Institute of Technology (1946—1947); odbył  liczne staże przemysłowe, m.in. przy odbudowie fabryki paliw syntetycznych w Dworach, przy demontażu fabryki w Schwarzheide w Saksonii, po obronie pracy doktorskiej (wykonanej pod kierunkiem prof. J. Zawadzkiego) pracował w  Zakładzie Inżynierii Chemicznej Politechniki Warszawskiej i organizował Zakład Inżynierii Chemicznej w Głównym Instytucie Chemii. Habilitację uzyskał na podstawie pracy „O podstawowych problemach procesu fluidyzacji”. Profesor Ciborowski przez wiele lat pełnił funkcje przewodniczącego Komitetu Inżynierii Chemicznej PAN i Rady Naukowej Instytutu Inżynierii Chemicznej PAN. Pokolenia chemików w Polsce korzystały z podręczników Ciborowskiego, np. „Inżynieria chemiczna” i „Podstawy inżynierii chemicznej”.
W rozwój technologii i inżynierii chemicznej w Polsce wniosło wkład wielu innych specjalistów, reprezentujących różne gałęzie technologii chemicznej, inżynierii chemicznej i przemysłu chemicznego, m.in.
- Jerzy Buzek – absolwent Politechniki Śląskiej (Wydział Mechaniki i Energetyki), profesor w Instytucie Inżynierii Chemicznej PAN, doktor honoris causa uniwersytetów w Seulu i Dortmundzie, przewodniczący Rady Polskiej Izby Gospodarczej Zaawansowanych Technologii, sekretarz Wydziału Nauk Technicznych w Komitecie Inżynierii Chemicznej i Procesowej PAN,

- Andrzej Burghardt – kierownik Zakładu Inżynierii Chemicznej i Konstrukcji Aparatury w Instytucie Inżynierii Chemicznej PAN, honorowy  przewodniczący Wydziału Nauk Technicznych w Komitecie Inżynierii Chemicznej i Procesowej PAN,

- Ryszard Pohorecki – konsultant naukowy Instytutu Nawozów Sztucznych w Puławach, laureat Medalu Jacques’a Villermaux (2011),

oraz np. (według Kalendarium Chemików – Polskich i Europejskich):
Jakub Barner (1641–1709)],
Ludwik Bruner (1871–1913),
Antoni Doroszewski,
Jerzy Gdynia (1916-1993),
Józef Hurwic (1911),
Jan Dominik Jaśkiewicz (1749–1809),
Kazimierz Kałucki (1935–2005),
Stanisław Kostanecki (1860–1910),
Eugeniusz Felicjan Kwiatkowski(1888-1974),
Ryszard Łoński (1930-2003),
Karol Stanisław Olszewski (1846–1915),
Stanisław Pilat (1881–1941),
Zbigniew Porczyński (1919–1998),
Jan Prot (1891–1957),
Teofil  Rybicki (1805–1859),
Jerzy Schroeder (1912–2000),
Michał Śmiałowski (1906–1990),
Antoni Swinarski (1910–1985),
Marian Taniewski (1930),
Stefan Wacław Weychert (1912–1989).